# Wasashatta

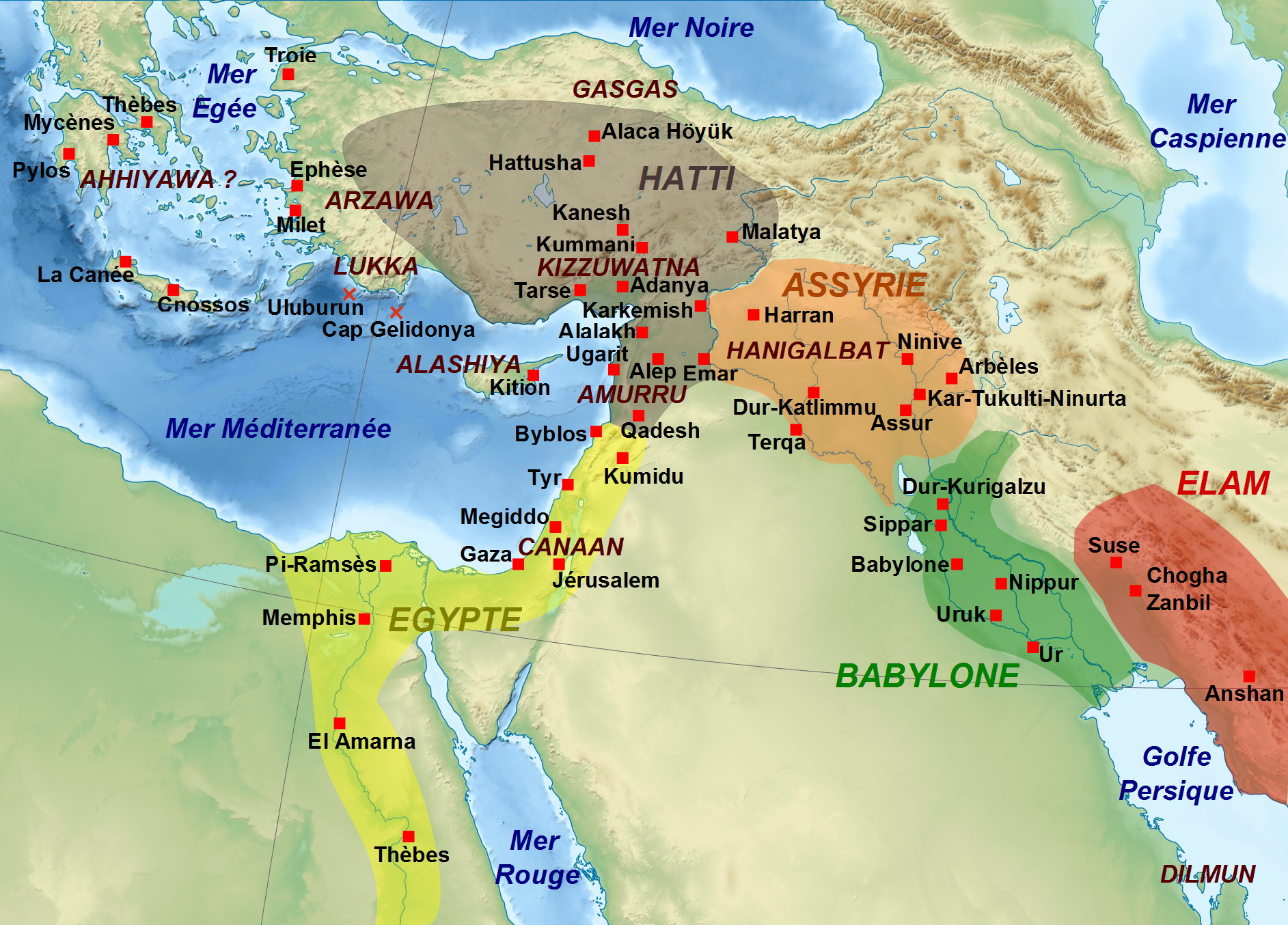
Carte montrant l'extension approximative des principaux royaumes du Moyen-Orient au XIIIe siècle av J-C.

Wasashatta était le roi de la partie orientale du royaume du Mittani soumise aux Assyriens vers la fin du XIVe siècle, aussi appelée Hanigalbat. Il succède à son père Shattuara I vers 1300 av. J.-C.
Malgré la puissance assyrienne, Wasashatta se rebella. Il rechercha l’aide des Hittites, mais ceux-ci étaient trop occupés par des luttes internes (peut-être liées avec l’usurpation du trône par Hattushili III, qui avait envoyé en exil son neveu Urhi-Teshup). Les Hittites acceptèrent l’argent de Wasashatta mais ne l’aidèrent pas, comme le notent avec joie les inscriptions de Adad-nerari Ier. Les assyriens conquirent la ville royale de Taidu, ainsi que Washshukanni, Amasakku, Kahat, Shuru, Nabula, Hurra et Shuduhu. Ils prirent Irridu, la détruisirent complètement et "répandirent du sel sur son sol" selon l'expression consacrée.
La femme et les enfants de Wasashatta furent emmenés prisonniers à Assur, de même qu’un large butin et d’autres prisonniers. Le sort de Wasashatta lui-même n’est pas mentionné, mais il est probable qu'il eut échappé à la capture. Il existe des lettres de Wasashatta dans les archives hittites. Quelques spécialistes pensent qu’il resta maître d’un État du Mittani, largement réduit, appelé Shubria. 
Lorsque Adad-nerari I conquit le cœur du Mittani entre les rivières Balikh et Khabur, il ne semble pas avoir traversé l’Euphrate, et Karkemish resta hittite. Adad-nerari se proclamait Grand Roi (šarru rabû) dans ces lettres au dirigeant hittite. Celui-ci ne le considérait cependant pas sur un pied d'égalité avec lui.